# سيقنتكس
سيقنتكس (بالإنجليزية: Signetics)‏ كانت مصنع إلكترونيات متخصصة في الدوائر المتكاملة. تأسست في سنة 1961 من قبل مجموعة من المهندسين. قامت بتطوير عدد من المعالجات الدقيقة ورقاقات الدعم بالإضافة إلى رقاقة المؤقت 555 التي انتشر استخدامها. اشترتها شركة فيليبس في 1975.